# 苏奇沃
苏奇沃（義大利語：Succivo），是意大利卡塞塔省的一个市镇。总面积7平方公里，人口7799人，人口密度1114.1人/平方公里（2009年）。ISTAT代码为061090。